# Neophema
Neophema és un gènere d'ocells de la família dels psitàcids (Psittacidae).

## Descripció
Són lloros petits i de color verd apagat, diferenciats per taques d'altres colors, i comunament coneguts com a periquito. El gènere té cert dicromatisme sexual, amb els mascles amb tonalitats més brillants.

## Avicultura
Popular a Austràlia i internacionalment, Neophema de vegades es coneix com a "periquitos de l'herba" a la literatura avícola. Els més fàcils de criar són el periquito de Bourke (com Neophema), el periquito esplèndid (N. splendida), el periquito turquesa (N. pulchella) i el periquito elegant (N. elegans). El captiu més difícil i poc comú és el periquito roquer (N. petrophila). A part del periquito de Bourke, tots es distingeixen com ocells predominantment verds. El periquito de ventre taronja (N. chrysogaster) no està disponible comercialment a causa de la raresa i la restricció legal.

## Taxonomia
De vegades, els lloros de cua ampla es consideren una subfamília. En aquest cas, Neophema i el periquito de Bourke estan units en la tribu Neophemini. Les dades de la seqüència d'ADNmt (Miyaki et al. 1998) suggereixen que la primera pot ser correcta, però la segona gairebé segur que no ho és. Més aviat, sembla que el grup hauria d'incloure formes més estretament relacionades, com ara els periquitos del gènere Pezoporus. Tanmateix, mentre que Joseph et al. (2011) també van trobar que Neophema estava relacionat tant amb elperiquito de Bourke com amb els periquitos terrestres i que forma part de la tribu Pezoporini, no estan relacionats amb el periquito comú (Melopsittacus undulatus).
L'anàlisi de l'ADN mitocondrial publicada el 2021 va indicar que els avantpassats del periquito de Bourke i la resta de periquitos de Neophema probablement van divergir fa entre 6,4 i 8 milions d'anys; el llinatge Neophema va tornar a divergir,  donant lloc al periquito turquesa i l'esplèndid, i l'altre a les quatre espècies restants. D'aquests quatre, l'avantpassat del periquito de ventre taronja va divergir en el periquito elegant, deixant el periquito alablau i el periquito roquer com els parents més propers de l'altre.
Segons la Classificació del Congrés Ornitològic Internacional (versió 14.2, 2024) aquest gènere està format per 6 espècies:
- periquito de ventre taronja (Neophema chrysogaster).
- periquito alablau (Neophema chrysostoma).
- periquito elegant (Neophema elegans).
- periquito roquer (Neophema petrophila).
- periquito turquesa (Neophema pulchella).
- periquito esplèndid (Neophema splendida).